# Zhang Yufei
Zhang Yufei (19 april 1998) is een Chinese zwemster.

## Carrière
Zhang won vier gouden en twee zilveren medailles tijdens de Olympische Jeugdzomerspelen 2014 in Nanking. Bij haar internationale debuut, tijdens de Aziatische Spelen 2014 in Incheon, veroverde de Chinese samen met Ye Shiwen, Shen Duo en Tang Yi de gouden medaille op de 4x100 meter vrije slag. Op de wereldkampioenschappen kortebaanzwemmen 2014 in Doha sleepte Zhang de bronzen medaille in de wacht op de 400 meter vrije slag, daarnaast eindigde ze als vierde op de 200 meter vlinderslag. Op de 4x100 meter vrije slag eindigde ze samen met Qiu Yuhan, Tang Yi en Shen Duo op de vijfde plaats, samen met Wang Xueer, He Yun en Zhang Jiaqi strandde ze in de series van de 4x100 meter wisselslag. Tijdens de WK van 2015 in Kazan de bronzen medaille in de finale van de  200m vlinderslag, waarbij ze enkel Natsumi Hoshi en Cammile Adams moest voor zich laten. Samen met Qiu Yuhan, Guo Junjun en Shen Duo zwom Zhang ook naar de bronzen medaille op de 4×200m vrije slag. In 2016 maakte Zhang haar Olympisch debuut. Ze was meteen goed voor een zesde plaats in de finale van de 200 meter vlinderslag.
Tijdens de Aziatische Spelen van 2018 was Zhang goed voor zilver op de 100m vlinderslag, goud op de 200m vlinderslag en goud op 4 x 100 meter wisselslag voor gemengde teams. In 2021 maakte Zhang haar Olympisch debuut tijdens de uitgestelde Olympische Zomerspelen in Tokio. Individueel zwom Zhang naar de zilveren medaille tijdens de 100 meter vlinderslag, achter de Canadese Margaret MacNeil. In de finale van de 200 meter vlinderslag zwom Zhang naar haar eerste Olympische titel door in de finale in een Olympisch record Regan Smith en Hali Flickinger achter zich te houden. Samen met Yang Junxuan, Tang Muhan en Li Bingjie behaalde Zhang ook Olympisch goud in de 4 x 200 meter vrije slag. Met een tijd 7.40,33 zwom het Chinese viertal ook naar een wereldrecord. Aan de zijde van haar landgenoten Xu Jiayu, Yan Zibei en Yang Junxuan was Zhang ook nog goed voor zilver op de 4 x 100 meter wisselslag voor gemengde teams.
In 2023 werd Zhang een eerste keer wereldkampioene dankzij winst op de  100 meter vlinderslag op de WK in Fukuoka. Samen met Xu Jiayu, Qin Haiyang en Cheng Yujie werd Zhang ook wereldkampioene in de 4x100 meter wisselslag voor gemengde teams.
Tijdens de Olympische Zomerspelen van 2024 in Parijs behaalde Zhang 5 bronzen en 1 zilveren medaille. Zhang was hiermee de enige deelnemer aan het Olympisch zwemtoernooi die het toernooi kon afsluiten met 6 medailles.

## Internationale toernooien
| Jaar | Olympische Spelen | WK langebaan | WK kortebaan | PanPacs                                   | Aziatische Spelen |                                           |
| ---- | --- | --- | --- | ----------------------------------------- | --- | ----------------------------------------- |
| 2014 | | | 400m vrije slag · 4e 200m vlinderslag · 5e 4x100m vrije slag · 10e 4x100m wisselslag                                                                                           | geen deelname                             | 4x100m vrije slag |                                           |
| 2015 | | 200m vlinderslag · 4×200m vrije slag | |                                           | |                                           |
| 2016 | 6e 200m vlinderslag | | 200m vlinderslag · 5e 4x100m wisselslag · 4e 4x50m wisselslag gemengd |                                           | |                                           |
| 2017 | | 17e 50m vlinderslag · 8e 100m vlinderslag · 5e 200m vlinderslag · 6e 4x100m vrije slag · 6e 4x100m wisselslag · 4x100m wisselslag gemengd              | |                                           | |                                           |
| 2018 | | | 16e 50m vlinderslag · 6e in ½ fin 100m vlinderslag · Zhang nam niet deel aan de finale · 7e 200m vlinderslag · 4x100m wisselslag · 11e 4x50m wisselslag gemengd                | geen deelname                             | 100m vlinderslag · 200m vlinderslag · DSQ 4x100m wisselslag · 4x100m wisselslag gemengd                                |                                           |
| 2019 | | 12e 50m vlinderslag 13e 100m vlinderslag 26e 200m vlinderslag 5e 4×100m wisselslag                                                                     | |                                           | |                                           |
| 2020 | Geen toernooien vanwege de coronapandemie | Geen toernooien vanwege de coronapandemie | Geen toernooien vanwege de coronapandemie | Geen toernooien vanwege de coronapandemie | Geen toernooien vanwege de coronapandemie                                                                              | Geen toernooien vanwege de coronapandemie |
| 2021 | 8e in ½ fin. 50m vrije slag · Zhang nam niet deel aan de swim-off · 100m vlinderslag · 200m vlinderslag · 4x200m vrije slag · 4e 4x100m wisselslag · 4x100m wisselslag gemengd | | 5e 50m vlinderslag · 3e in de reeksen 100m vlinderslag · Zhang nam niet deel aan de ½ fin. · 200m vlinderslag · 4e 4x50m vrije slag · 5e 4x100m vrije slag · 4x100m wisselslag |                                           | |                                           |
| 2022 | | 5e 50m vrije slag · 50m vlinderslag · 100m vlinderslag · 200m vlinderslag · 4e 4x100m vrije slag · 6e 4x100m wisselslag · 6e 4x100m wisselslag gemengd | 50m vlinderslag · 5e 4x50m vrije slag · Zhang zwom enkel de series · 6e 4x100m vrije slag · 5e 4x50m wisselslag gemengd                                                        |                                           | |                                           |
| 2023 | | 50m vrije slag · 50m vlinderslag · 100m vlinderslag · DNS 200m vlinderslag · 4x100m vrije slag · 4e 4x100m wisselslag · 4x100m wisselslag gemengd      | |                                           | 50m vrije slag · 50m vlinderslag · 100m vlinderslag · 200m vlinderslag · 4x100m vrije slag · 4x100m wisselslag gemengd |                                           |
| 2024 | 50m vrije slag · 100m vlinderslag · 200m vlinderslag · 4x100m vrije slag · 4x100m wisselslag · 4x100m wisselslag gemengd                                                       | geen deelname | 10 december - 15 december |                                           | |                                           |
| 2025 | | 4e 100m vlinderslag | |                                           | |                                           |

## Persoonlijke records
Bijgewerkt tot en met 14 augustus 2024
Kortebaan
| Afstand          | Tijd    | Datum            | Plaats    |
| ---------------- | ------- | ---------------- | --------- |
| 50m vrije slag   | 23,76   | 15 december 2022 | Melbourne |
| 400m vrije slag  | 3.59,51 | 5 december 2014  | Doha      |
| 50m vlinderslag  | 24,71   | 14 december 2022 | Melbourne |
| 100m vlinderslag | 55,46   | 29 oktober 2022  |           |
| 200m vlinderslag | 2.03,01 | 17 december 2021 | Abu Dhabi |

Langebaan
| Afstand          | Tijd    | Datum             | Plaats  |
| ---------------- | ------- | ----------------- | ------- |
| 50m vrije slag   | 24,15   | 30 juli 2023      | Fukuoka |
| 50m vlinderslag  | 25,05   | 29 juli 2023      | Fukuoka |
| 100m vlinderslag | 55,62   | 29 september 2020 |         |
| 200m vlinderslag | 2.03,86 | 29 juli 2021      | Tokio   |

1968: Ada Kok ·
1972: Karen Moe ·
1976: Andrea Pollack ·
1980: Ines Geißler ·
1984: Mary T. Meagher ·
1988: Kathleen Nord ·
1992: Summer Sanders ·
1996: Susie O'Neill ·
2000: Misty Hyman ·
2004: Otylia Jędrzejczak ·
2008: Liu Zige ·
2012: Jiao Liuyang ·
2016: Mireia Belmonte ·
2020: Zhang Yufei ·
2024: Summer McIntosh
1996: Jackson, Teuscher, Taormina, Thompson ·
2000: Arsenault, Munz, Benko, Thompson ·
2004: Coughlin, Piper, Vollmer, Sandeno ·
2008: Rice, Barratt, Palmer, Mackenzie ·
2012: Franklin, Vollmer, Vreeland, Schmitt ·
2016: Schmitt, Smith, Dirado, Ledecky ·
2020: Yang, Tang, Zhang, Li ·
2024: O'Callaghan, Pallister, Throssell, Titmus